# SSAB Impex
SSAB Impex Bacău este o companie distribuitoare de placaje ceramice și obiecte sanitare din România,
care face parte din grupul Conbac.
SSAB Impex deține show-room-uri specializate în design interior în Cluj, București, Constanța, Iași și Bacău.
Cifra de afaceri în 2007: 8,2 milioane euro